# Friedrich Wilhelm Muth
Friedrich Wilhelm Muth (* 20. Dezember 1783 in Nieder-Werbe; † 24. März 1851 ebenda) war ein deutscher Gutsbesitzer, Richter und Politiker.

## Leben
Muth war der Sohn von Johann Adam Muth (* 5. August 1748 in Nieder-Werbe; † 7. August 1815 ebenda) und dessen Ehefrau Dorothea geborene Bohne (* um 1754; † 30. April 1806 in Nieder-Werbe). Er war evangelisch und lebte ab 1814 in einer nichtehelichen Verbindung mit Catharina Elisabeth Wagener. Am 31. März 1816 heiratete er in Nieder-Werbe Anna Sophia Gerlach (* 18. April 1798 in Nieder-Werbe; † 2. Dezember 1849 ebenda), die Tochter des Gutsbesitzers und Leibzüchters Johann Henrich Gerlach und der Catharine Margarethe geborene Pilger.
Muth lebte als Gutsbesitzer in Nieder-Werbe. Dort war er von 1828 bis zu seinem Rücktritt aus gesundheitlichen Gründen 1844 Richter. Von (Herbst) 1830 bis (Sommer) 1844 war er Mitglied des Landstandes des Fürstentums Waldeck. Er wurde für den Bauernstand im Oberjustizamt der Werbe gewählt.